# Ahmad Zubi
Ahmad Zubi, Ahmed Zoubi (arab. أحمد زوبي, Aḥmad Zūbī) – libijski siatkarz, olimpijczyk. 
Brał udział w igrzyskach olimpijskich w 1980 roku (Moskwa). Wystąpił w czterech spotkaniach, wszystkich przegranych wyraźnie 0–3 (zagrał w trzech grupowych z Jugosławią, Polską i Brazylią oraz w meczu o dziewiąte miejsce z Włochami). Zajął wraz z kolegami ostatnie 10. miejsce.